# Càntir d'oli

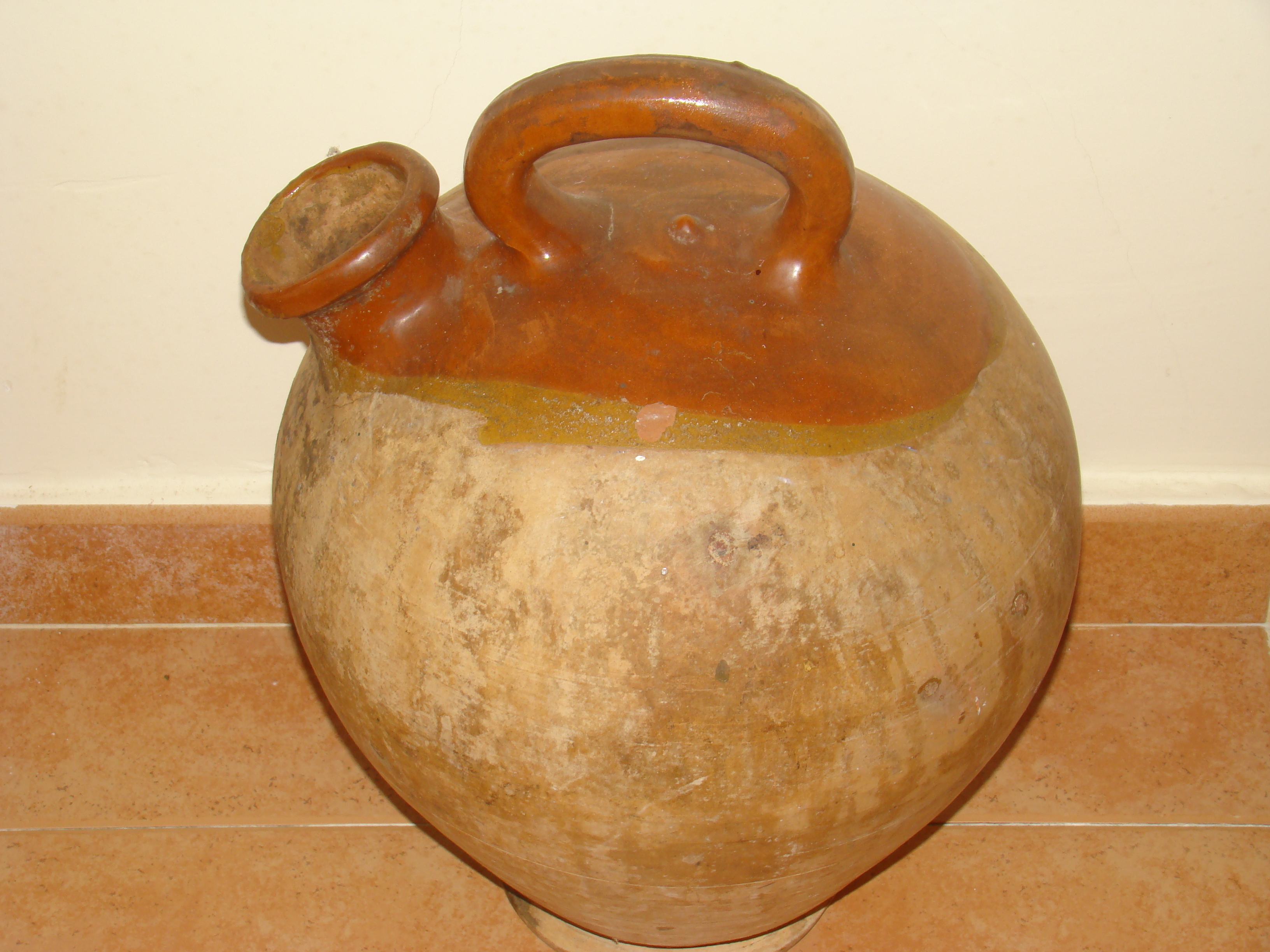
Càntir d'oli, o botijo para aceite, tradicional de la alfarería catalana. Museo del Cántaro (Valoria la Buena), provincia de Valladolid, España.

Càntir d'oli (o càntir per oli), botijo para aceite, aceitera de barro o cantarilla para aceite, es una pieza tradicional de la alfarería catalana, documentada desde la Edad Media.
En su morfología de vasija casi esférica con una breve base plana, destaca el orificio con pico vertedor (en ocasiones apenas apuntado), que sirve de entrada y salida de líquidos, pues carece de pitorro como la botija o los botijos en general. Por su uso y función queda asociada a otros recipientes para aceite como la alcuza y la perula andaluza, aunque también se dan referencias de su utilización como barril de agua.

## Zona de producción
El cántaro de aceite (càntir per oli, càntir d'oli o canter d'oli) es una pieza común en la geografía alfarera del territorio catalán y su entorno. Enmarcada dentro del amplio y variado grupo del càntir (botijo) catalán, esta curiosa pieza con más de cinco siglos de existencia continúa fabricándose en obradores de las cuatro provincias, si bien su público ha pasado a ser el turista visitante, el curioso o el coleccionista.